# Joe Barzda
Joseph John „Joe“ Barzda (* 22. Mai 1915 in New Brunswick, New Jersey; † 11. Oktober 1993 in Somerset, New Jersey) war ein US-amerikanischer Autorennfahrer.

## Karriere
Barzda startete 1958 und 1959 in zehn Rennen zur USAC-Serie und konnte als bestes Ergebnis zwei vierte Plätze 1958 in Springfield bzw. Trenton erreichen. Er fuhr jeweils einen Nichels-Offenhauser. In den Jahren 1951–1953 hatte er zuvor vergeblich versucht, sich für die 500 Meilen von Indianapolis zu qualifizieren. Dabei war er meist mit einem eigenen Team und einem Maserati-Chassis angetreten.
Nach einem Rennunfall, bei dem Van Johnson ums Leben kam, beendete er seine Karriere, um zusammen mit seinem Bruder Eddie ein Geschäft mit Tuning- und Rennsportteilen zu betreiben.

## Statistik

### Indy-500-Ergebnisse
| Jahr | Startnr. | Start | Qual. (km/h) | Ergebnis | Runden | Führung | Ausfall            |
| ---- | -------- | ----- | ------------ | -------- | ------ | ------- | ------------------ |
| 1951 | 49       | DNQ   |              |          |        |         | Dreher im Training |
| 1952 | 53       | DNQ   |              |          |        |         |                    |
| 1953 | 69       | DNQ   |              |          |        |         |                    |

| Legende  | Legende            | Legende                                                          |
| Farbe    | Abkürzung          | Bedeutung                                                        |
| -------- | ------------------ | ---------------------------------------------------------------- |
| Gold     | –                  | Sieg                                                             |
| Silber   | –                  | 2. Platz                                                         |
| Bronze   | –                  | 3. Platz                                                         |
| Grün     | –                  | Platzierung in den Punkten                                       |
| Blau     | –                  | Klassifiziert außerhalb der Punkteränge                          |
| Violett  | DNF                | Rennen nicht beendet (did not finish)                            |
| Violett  | NC                 | nicht klassifiziert (not classified)                             |
| Rot      | DNQ                | nicht qualifiziert (did not qualify)                             |
| Rot      | DNPQ               | in Vorqualifikation gescheitert (did not pre-qualify)            |
| Schwarz  | DSQ                | disqualifiziert (disqualified)                                   |
| Weiß     | DNS                | nicht am Start (did not start)                                   |
| Weiß     | WD                 | zurückgezogen (withdrawn)                                        |
| Hellblau | PO                 | nur am Training teilgenommen (practiced only)                    |
| Hellblau | TD                 | Freitags-Testfahrer (test driver)                                |
| ohne     | DNP                | nicht am Training teilgenommen (did not practice)                |
| ohne     | INJ                | verletzt oder krank (injured)                                    |
| ohne     | EX                 | ausgeschlossen (excluded)                                        |
| ohne     | DNA                | nicht erschienen (did not arrive)                                |
| ohne     | C                  | Rennen abgesagt (cancelled)                                      |
| ohne     | keine WM-Teilnahme |                                                                  |
| sonstige | P/fett             | Pole-Position                                                    |
| sonstige | 1/2/3/4/5/6/7/8    | Punktplatzierung im Sprint-/Qualifikationsrennen                 |
| sonstige | SR/kursiv          | Schnellste Rennrunde                                             |
| sonstige | *                  | nicht im Ziel, aufgrund der zurückgelegten Distanz aber gewertet |
| sonstige | ()                 | Streichresultate                                                 |
| sonstige | unterstrichen      | Führender in der Gesamtwertung                                   |